# Whore of the Orient
Whore of the Orient (в переводе с англ. — «Азиатская блудница») — компьютерная игра в жанре приключенческого боевика разрабатываемая австралийской студией Team Bondi, создателями L.A. Noire, для платформ PlayStation 4, Xbox One и PC. Дата выхода была запланирована на 2015 год. Разработка отменена.

## Сюжет
Время действия игры — 1936 год, место действия — Шанхай, он же — «Азиатская блудница» и «Париж Востока», самый коррумпированный город на планете, где возможно всё, лишь бы были деньги. Западные державы вовсю эксплуатируют местное население. Здесь цветёт китайский национализм, а правящая партия Гоминьдан пытается подавить коммунистические настроения и профсоюзные движения. Тут же, в Шанхае, расположена штаб-квартира международной полицейской организации — группы западных полицейских, пытающихся поддерживать мир и порядок в городе.

## Разработка игры
Список вакансий в Team Bondi указывает на то, что новая игра с точки зрения стиля исполнения полностью соответствует своей предшественнице и является «повествовательным приключенческим экшеном». Одну из ключевых позиций в процессе создания Whore of the Orient занимает технология MotionScan, задействованная в L.A. Noire.
Игра получила грант в размере 200 тысяч долларов. Деньги были выделены фондом интерактивных медиа Нового Южного Уэльса.
2-го августа 2013 года в сеть, через сайт VideoGamer, утекло видео с демонстрацией игрового процесса.
Сообщалось, что проект должен был выйти во второй половине 2015 года, однако с тех пор никаких новостей о его дальнейшей судьбе не было. По слухам, это может быть связано с тем, что Джордж Миллер, основатель Kennedy Miller Mitchell Interactive, выкупившей права на издание игры после банкротства Team Bondi, отказался от планов финансировать производство ввиду слишком большого объёма намечавшихся затрат.